# Marius Locic
Marius Locic (n. 2 februarie 1971, București) este un om de afaceri român.
A deschis trei ziare: Atac, Interesul Public și Goool Sport.
În anul 2008 a achiziționat postul de televiziune Senso TV de la proprietara farmaciilor Catena.
Locic mai deține și firma Locic Residential, cu activități de dezvoltare imobiliară, active de circa 11 milioane de euro și pierderi nete de peste 0,5 milioane de euro în 2008.
În decembrie 2009, averea omului de afaceri era estimată la 15 milioane de euro.

## Controverse
A fost judecat într-un dosar de corupție, împreună cu senatorul Cătălin Voicu, judecătorul Florin Costiniu și omul de afaceri Costel Cășuneanu.
Pe 1 iunie 2012, Marius Locic a fost condamnat la patru ani de închisoare cu executare.
Pe 22 aprilie 2013 sentința a rămas definitivă.
Lucrările științifice „Clădiri cu bulina roșie” și „Piața imobiliară”, scrise și publicate de el când se afla în Penitenciarul Găești (Dâmbovița), și comportamentul ireproșabil au permis ca magistrații să decidă că poate fi eliberat înainte de termen.